# Анісенков Володимир Іванович
Володимир Іванович Анісенков (*1925, село Кураково, Белевський повіт, Тульска область, РРФСР — † 25.09.1943, село Ясногородка (Вишгородський район Київської області)) — учасник Радянсько-німецької війни, стрілець 6-ї роти 2-го стр. батальйону 212-го гвардійського стрілецького полку 75-ї Бахмацької двічі Червонозоряної ордена Суворова гвардійської стрілецької дивізії 30-го стрілецького корпусу 60-ї Армії Центрального фронту, Герой Радянського Союзу (17.10.1943), гвардії червоноармієць.

## Біографія
Народився у грудні 1925 року в селі Кураково Тульскої обл. Закінчив неповну середню школу, навчався в Іваньковському сільськогосподарському технікумі, закінчив фабрично-заводську школу (ФЗУ) в місті Топки Кемеровської обл.
В Червоній Армії з 1943 року, з вересня 1943 року на фронті.
Особливим героїзмом гвардії червоноармієць 6-ї роти 2-го стрілецького батальйону 212-го гвардійського стрілецького полку 75-ї гв. стрілецької дивізії Анісенков В. І. відзначився при форсуванні ріки Дніпро північніше Києва 23 вересня 1943 року, у боях при захопленні та утриманні плацдарму на правому березі Дніпра в районі сіл Глібівка та Ясногородка (Вишгородський район Київської області). У складі взводу молодшого лейтенанта Г. Г. Яржина брав участь у захопленні пароплава «Миколаїв» і баржі з військово-інженерним вантажем. Загинув у бою.
Указом Президії Верховної Ради СРСР від 17 жовтня 1943 року за мужність і героїзм проявлені при форсуванні Дніпра і утриманні плацдарму гвардії червоноармійцю Анісенкову Володимиру Івановичу присвоєне звання Героя Радянського Союзу (посмертно).
Похований на полі бою.

## Нагороди
- Медаль «Золота Зірка» Героя Радянського Союзу(17 жовтня 1943)
- Орден Леніна

## Пам'ять
- В навчальному центрі Сухопутних військ Збройних сил України «Десна» встановлено бюст Героя.
- Ім'я Героя викарбувано на стелі у Сквері туляков-героїв на проспекті Леніна в місті Тула, РФ.